# これより三役
これより三役（これよりさんやく）とは、大相撲の千秋楽における結びの3番の取組のことである。

## 概要
大相撲の取組は、土俵入りを除くと淡々と取組が進んでいくが、千秋楽の最後の三番のみは、慣例上特別の扱いを受ける。

### 進行
通常取組進行中には、土俵下には次の二番をとる力士が控えているが、千秋楽の最後から四番目の取組の仕切り中に、花道から最後の二番を取る力士が同時に入場し、控えに三人ずつ待機する。通常、取組に勝った力士は力水を付けるために土俵下に待機するが、これより三役は三番を取る6人のみで進行するため、最後から四番目の取組の力士は両者ともにそのまま退場する。
土俵が掃き清められた後、呼出が最初の取組の呼び上げを行う。柝の音を合図にまず東方力士3名が土俵に上がり、前に2人（左に最初の一番、右に2番目の相撲を取る力士）、後に1人（結びを取る力士）の扇の形をかたどった三角形に並んで3人揃って四股を踏む。後の二番を取る二人は控えに戻り、最初の力士はそのまま仕切に入る。次いで西方力士3名が土俵に上がり、前に1人（最初の一番を取る力士）、後に2人（左に結び、右に2番目の相撲を取る力士）の逆扇の形の並びで、3人揃って四股を踏む。やはり後の二番を取る二人は控えに戻り、最初の力士は仕切に入る。この一連の所作を「三役揃い踏み」という。
以降の取組進行自体は通常時と変わらないが、三番に勝った力士には、懸賞金の熨斗袋に加えて弓矢に関するものが与えられる。行司は勝ち力士に対して「役相撲にかなう、○○（勝った力士の四股名）」（結びの一番を除く）と呼び上げる。
- 最初の取組に勝った力士には、「小結にかなう」の意味で矢が与えられる。
- 2番目の取組に勝った力士には、「関脇にかなう」の意味で弦が与えられる。
- 結びの取組に勝った力士には、「大関にかなう」の意味で、本来は弓が与えられることになっているが、現在では弓取力士が代わって弓を受け取り、弓取式を行う形式になっている。よって、勝った力士が受け取るのは熨斗袋のみで、通常と変わらない。

巡業や引退相撲などの花相撲でのこれより三役では、懸賞が懸らないため、勝ち力士は矢(巡業は白扇で代用)と弦を単独で受け取り、結びの一番の後の弓取式は通常通り行う。昭和天皇崩御直後の場所であった1989年1月場所と、大相撲八百長問題が発覚した直後の2011年5月技量審査場所では懸賞は自粛されたため、矢・弦のみが与えられた。弓取式は行われた。

### 選出力士
通常、千秋楽の時点で出場している力士の内、上位6人が選出されることが多い。
番付上で一般に「三役」とは、大関・関脇・小結を指し、元々はそれぞれ2人ずつ在位していたことから、実際にこの6人の取組が多かったと思われる。その後、大関の上に横綱が地位として設けられ、更にそれぞれ3人以上在位することが珍しくなくなったことにより、選出力士の大半を横綱、大関が占めることが多くなった。一方、終盤に上位の力士が休場した場合や、下位で好成績の力士を千秋楽に上位力士と充てるなど、割崩しが行われたときには、平幕力士がこれより三役に含まれる場合がある。
なお、当初の最後の3番に休場者が出て不戦勝が生じる場合でも、取組の順番を変更して必ず各3人を揃えて、三役揃い踏みと、これより三役を行う。

## 記録
- 2025年3月場所現在
  - 最多登場：白鵬翔（76回）
  - 最多連続登場：白鵬翔（51回）
  - 最多勝利：白鵬翔（52勝）
  - 最多敗戦：千代大海龍二（35敗）
  - 最多連勝：白鵬翔（16連勝）
  - 初土俵からの最短初登場：伯桜鵬哲也（2023年7月場所、4場所）
    - 幕下付出を除く場合：安青錦新大（2025年3月場所、9場所）

  - 新入幕力士の登場：大錦一徹（1973年9月場所）、把瑠都凱斗（2006年5月場所）、翔猿正也（2020年9月場所）、伯桜鵬哲也（2023年7月場所）、安青錦新大（2025年3月場所）

（太字の力士は、2025年3月場所終了現在、現役力士である。）